# Stephanoscyphus
Stephanoscyphus är ett släkte av maneter. Stephanoscyphus ingår i ordningen ringmaneter, klassen maneter, fylumet nässeldjur och riket djur.
Kladogram enligt Catalogue of Life:
| Stephanoscyphus | \| \| Stephanoscyphus allmani \| \| \| \| \| \| Stephanoscyphus corniformis \| \| \| \| \| \| Stephanoscyphus simplex \| \| \| \| \| \| Stephanoscyphus striatus \| \| \| \| |
|                 | \| \| Stephanoscyphus allmani \| \| \| \| \| \| Stephanoscyphus corniformis \| \| \| \| \| \| Stephanoscyphus simplex \| \| \| \| \| \| Stephanoscyphus striatus \| \| \| \| |
|                 | Atollidae |
|                 | |
|                 | Atorellidae |
|                 | |
|                 | Linuchidae |
|                 | |
|                 | Nausithoidae |
|                 | |
|                 | Paraphyllinidae |
|                 | |
|                 | Periphyllidae |
|                 | |
|                 | Stephanoscyphus allmani |
|                 | |
|                 | Stephanoscyphus corniformis |
|                 | |
|                 | Stephanoscyphus simplex |
|                 | |
|                 | Stephanoscyphus striatus |
|                 | |

|  | Stephanoscyphus allmani     |
|  |                             |
|  | Stephanoscyphus corniformis |
|  |                             |
|  | Stephanoscyphus simplex     |
|  |                             |
|  | Stephanoscyphus striatus    |
|  |                             |